# Уклон реки
Укло́н реки́ — отношение падения реки (или другого водотока) на каком-либо участке к длине этого участка. Различают частный, средний и средневзвешенный уклоны водотока. Таким образом, для всей реки может быть определён, например, средневзвешенный уклон, который вычисляется осреднением ряда частных уклонов.
Уклон реки выражается в промилле, иногда в процентах, соответственно обозначается (‰) или (%). Уклон также может выражаться в м/км (численное значение в этом случае такое же, как при выражении уклона в промилле), а также в см/км; при выражении уклона в таких единицах его часто называют километрическим падением или удельным падением. Для горных рек и водопадов иногда используется измерение в угловых градусах.

## Средний и средневзвешенный уклоны
Средний уклон русла реки как отношение разности высотных отметок истока и уреза воды в устье (в пункте наблюдений) к соответствующей длине водотока может использоваться при гидрологических расчётах только для рек с относительно ровным продольным профилем:62—67, то есть его определяют лишь в ряде случаев:7. Для рек с частными уклонами, значительно отличающимися от среднего уклона русла реки, вычисляется средневзвешенный уклон — по специальным методикам и в зависимости от применяемой для вычисления модели:62—67.

4.2.1.3 Средневзвешенный уклон водотока представляет собой условный выровненный уклон ломаного профиля, эквивалентный сумме частных средних уклонов профиля водотока.

Средневзвешенный уклон определяют только для незарегулированных водотоков, а также для участков рек, расположенных в нижних бьефах водохранилищ согласно СП 33-101.— :7

## Примеры
Уклоны рек в равнинных частях территории обычно малы и не превосходят 0,1—0,2 ‰ (соответствующие им падения уреза воды равны 10—20 сантиметров на километр водотока), что во много раз меньше уклонов рек в горных районах. Например, средний уклон Волги 0,07 ‰, а средний уклон Терека достигает почти 5 ‰, что более чем в 100 раз превышает средний уклон Оби (0,04 ‰). Характерен уклон горно-равнинной реки Кубани: до Невинномысска — 6 ‰, а ниже Краснодара — 0,1 ‰, хотя средний уклон для всей реки 1,46 ‰.
Если рассматривать не средние, а частные уклоны, то на реках Кавказа, Алтая и других горных районов России они достигают 20—40 и даже 100 ‰. От уклона зависит скорость течения — у равнинных рек она обычно 0,3—0,5 м/с, а у горных до 3—6 м/с, местами они низвергаются водопадами.

## Характеристики
Обычно уклоны рек уменьшаются в направлении от истока к устью, то есть наибольшие уклоны сосредоточены в верховьях. Однако имеются исключения, например, когда наибольшие уклоны наблюдаются в нижней части течения. В зависимости от характера распределения уклонов по длине реки выделяют несколько типов продольных профилей — обычно четыре основных типа:
- профиль равновесия (наиболее распространённый случай) — характеризуется кривой гиперболического вида;
- прямолинейный профиль — отличается более или менее одинаковыми уклонами по всей длине реки;
- сбросовый профиль — характеризуется кривой параболического вида, с малыми уклонами в верхней части и большими в нижней;
- ступенчатый профиль — отличается чередованием участков, имеющих малые уклоны с короткими перепадами.

Определение уклонов по участкам производят по уровням воды в период межени. Уклон реки, а также уклон долины часто используются как один из параметров в гидролого-морфологических зависимостях и критериальных отношениях, определяющих тип русловых процессов. Средний уклон водной поверхности обычно близок к среднему уклону дна водотока.